# Comisión de Conciliación Nacional
La Comisión de Conciliación Nacional (CCN) es una entidad autónoma, integrada por representantes de diversos sectores de la vida nacional colombiana. Fue convocada el 4 de agosto de 1995 por el entonces Presidente de la Conferencia Episcopal de Colombia, Monseñor Pedro Rubiano Sáenz, con el propósito de buscar soluciones políticas al conflicto armado colombiano y ser una instancia para acompañar los esfuerzos de paz del país. Desde sus inicios, la Comisión ha estado encabezada por el presidente de la Conferencia Episcopal de Colombia.

## Miembros
- Mons. Luis Augusto Castro Quiroga (Presidente)
- Mons. Elkin Fernando Álvarez Botero (Secretario General del Episcopado)
- Dra. Maria Teresa Forero de Saade
- Dra. Maristella Sanín Posada
- Dra. Patricia Cleves Saa
- Dra. Margarita Olaya Forero
- Dr. Ernesto Borda Medina
- Dr. Juan Mayr Maldonado (ExEmbajador en Alemania)
- Dra. Socorro Ramírez
- P. Horacio Arango, SJ
- Dr. Rafael Nieto
- P. Gabriel Izquierdo Maldonado, SJ
- Dr. José Fernando Isaza Delgado
- Dr. Mario Aristizábal Correa
- Dr. Guillermo Fernández de Soto
- Dr. Julio Roberto Gómez Esguerra
- Gral. (r) Juan Salcedo Lora
- Dr. Rodrigo Guerrero Velasco
- Monseñor Nel Beltrán Santamaría (Obispo Emérito de la diócesis de Sincelejo)
- P. Darío Antonio Echeverri González (Secretario General)
- Dr. Augusto Ramírez Ocampo
- P. Camilo Bernal Hadad